# Rhabdophis subminiatus
Espèce
Synonymes
- Tropidonotus subminiatus Schlegel, 1837
- Natrix helleri Schmidt, 1925
- Pseudoxenodon intermedius Lönnberg 1899
- Natrix subminiata (Schlegel, 1837)

Statut de conservation UICN

 LC  : Préoccupation mineure
Rhabdophis subminiatus ou serpent à col rouge est une espèce de serpents de la famille des Natricidae.

## Répartition
Cette espèce se rencontre :
- en Inde dans les États du Sikkim et d'Arunachal Pradesh ;
- au Népal ;
- au Bhoutan ;
- au Bangladesh ;
- en Birmanie ;
- en Thaïlande ;
- au Viêt Nam ;
- au Cambodge ;
- au Laos ;
- en République populaire de Chine dans les provinces du Yunnan, du Guangxi, du Guangdong, du Fujian, du Hainan et à Hong Kong ;
- à Singapour ;
- en Indonésie sur les îles de Sumatra, de Bornéo et de Java ;
- en Malaisie occidentale.

Sa présence est incertaine au Sulawesi en Indonésie et dans l’État d'Assam en Inde.

## Habitat

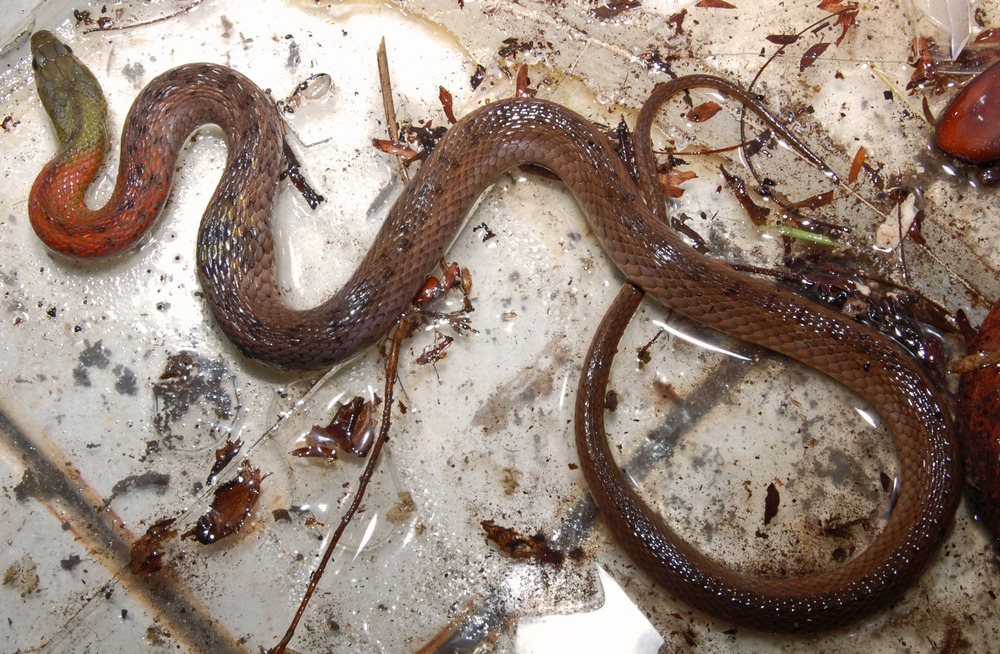
Rhabdophis subminiatus, île de Java, Indonésie

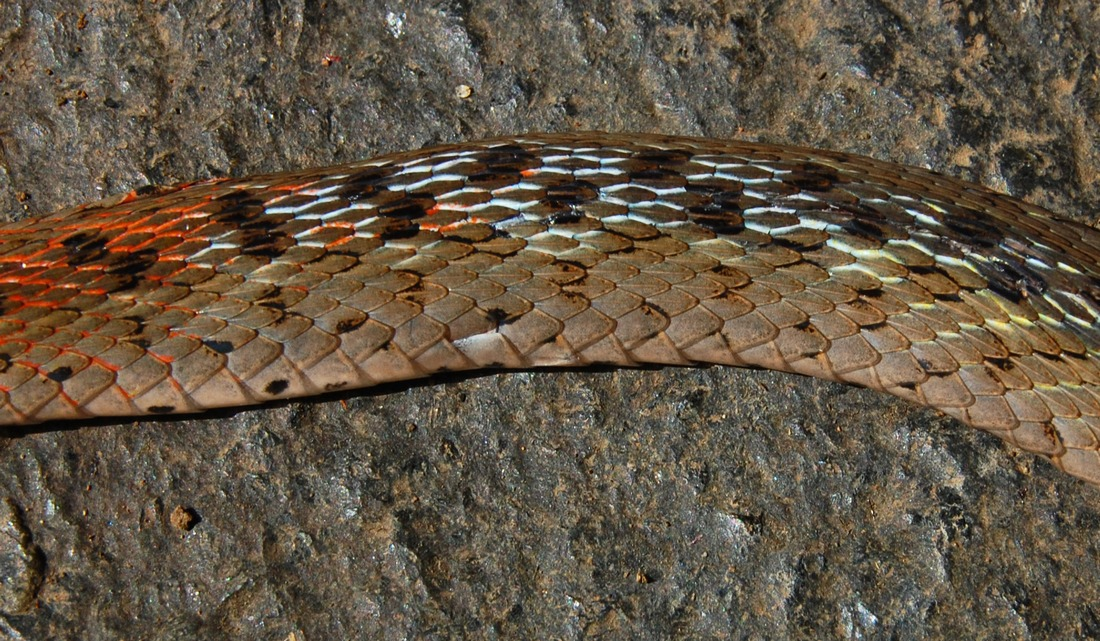

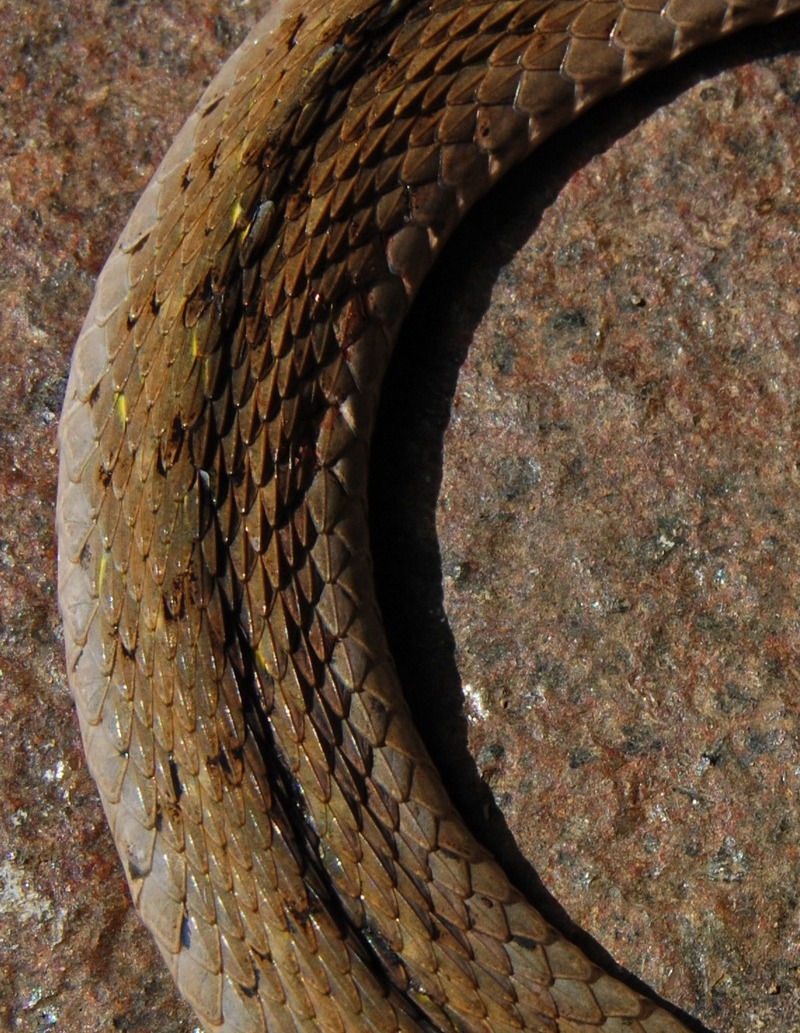

Ce serpent se rencontre près des zones humides, mares en particulier où il se nourrit principalement d'amphibiens.

## Description

Rhabdophis subminiatus, parc national de Doi Inthanon, Thaïlande

Rhabdophis subminiatus, parc national de Kaeng Krachan, Thaïlande

Le serpent a une teinte verdâtre, avec deux zones rougeâtre et jaunâtre en arrière de la tête. Cette couleur lui permet de se confondre avec les tapis de feuilles mortes et plantes aquatiques, tout en se rendant visible pour certains de ses prédateurs.
Il peut atteindre un mètre de long.

## Dangerosité
Rhabdophis subminiatus est une espèce autrefois jugée inoffensive car elle ne possède pas de crocs pour injecter son venin hémotoxique. Mais en mordant, sa salive mêlée de son venin peut pénétrer dans les plaies occasionnées et donc dans le corps. À la suite d'un cas mortel chez l'être humain et de plusieurs cas graves d'envenimation, la toxicité de son venin a fait l'objet d'études qui ont conduit à le reclasser en espèce dangereuse[réf. nécessaire].

## Liste des sous-espèces
Selon The Reptile Database (10 septembre 2013) :
- Rhabdophis subminiatus helleri (Schmidt, 1925)
- Rhabdophis subminiatus subminiatus (Schlegel, 1837)

## Publications originales
- Schlegel, 1837 : Essai sur la physionomie des serpens, La Haye, J. Kips, J. HZ. et W. P. van Stockum, vol. 1 (texte intégral) et vol. 2 (texte intégral).
- Schmidt, 1925 : New reptiles and a new salamander from China. American Museum Novitates, no 157, p. 1-5 (texte intégral).